# Davara azonaxsalis
Davara azonaxsalis är en fjärilsart som beskrevs av Walker 1859. Davara azonaxsalis ingår i släktet Davara och familjen mott. Inga underarter finns listade i Catalogue of Life.